# Filippa da Catania
Filippa da Catania, nota anche come Filippa la Catanese o Filippa de' Cabanni (Catania, prima del 1298 – Napoli, dopo marzo 1346), italiana di umili origini, divenne una delle donne più potenti e influenti della corte angioina nella prima metà del XIV secolo, durante i regni di Carlo II, Roberto e Giovanna I di Napoli.

## Biografia

### Origini
Filippa nacque a Catania in una famiglia di pescivendoli. Giovanni Boccaccio, che la incontrò quando era già anziana, la descrisse come una donna «attraente nei modi e nell'apparenza». Vedova di un pesciaiolo, Filippa lavorava come lavandaia quando Roberto d'Angiò, figlio di Carlo II di Napoli, invase Catania nel 1298. Violante d'Aragona, che aveva accompagnato il marito Roberto, fece cercare una nutrice tra le donne locali per il figlio Ludovico, nato in quell'anno e la scelta ricadde su Filippa.
Filippa si dimostrò una serva diligente e accorta, riuscendo ben presto a rendersi indispensabile e ad entrare nelle grazie dei propri padroni, che infatti la portarono con loro alla corte angioina di Napoli.

### Ascesa
Nel 1305, Filippa venne fatta sposare a Raimondo de' Cabanni, un ex schiavo etiope, che da cuoco aveva accresciuto il proprio status, divenendo prima uno dei favoriti di re Carlo II e infine un suo rinomato capo militare e ricco uomo di Stato. Al momento delle nozze, il 6 febbraio 1305, Roberto d'Angiò donò agli sposi una notevole rendita annuale di 20 once. Non è dato sapere quale dei due sposi avesse nobilitato l'altro ma queste nozze multietniche furono la base per l'ascesa politica di entrambi, come dei loro tre figli: Carlo, Pietro e Roberto, che svolsero tutti degli importanti incarichi a corte.
Mentre Raimondo riuscì ad essere nominato siniscalco, Filippa divenne una delle donne più influenti della corte, avendo stretto rapporti solidali, oltre che con re Roberto, anche con la sua seconda moglie Sancha di Maiorca e la nuora Maria di Valois. Secondo Boccaccio, Roberto non avrebbe preso alcuna decisione senza aver prima consultato Filippa e Sancia. La catanese continuò a svolgere il proprio ruolo di balia per le nipoti del re, Giovanna e Maria, per le quali divenne una seconda madre, dopo la morte della Valois.

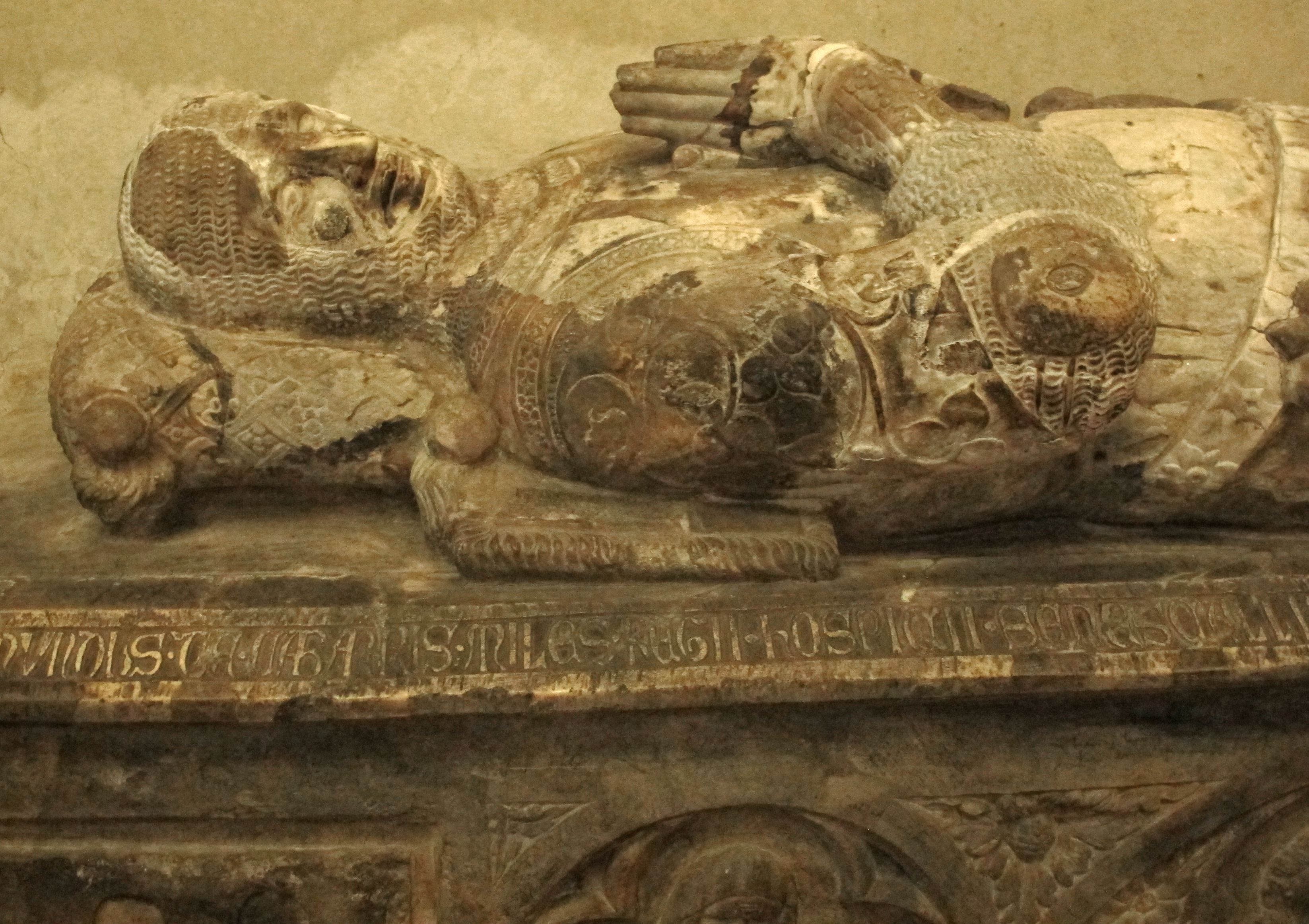
Dettaglio del sarcofago di Raimondo de' Cabanni nel monastero di Santa Chiara.

Filippa sfruttò la sua influenza a corte per inserire come dame di compagnia delle due principesse varie donne della propria famiglia: le nuore Margherita da Ceccano e Sighilgaita Filomarino, mogli rispettivamente di Carlo e Roberto, e le nipoti Sancia, figlia di Carlo, e Caterina, figlia di Roberto. Nel 1334 le morì il secondo marito; nel 1336 il secondogenito Pietro e nel 1340 il primogenito Carlo.
Durante i primi mesi del suo regno, si evidenziò l'affetto che Giovanna I aveva nei confronti dell'anziana nutrice e dei suoi famigliari: la giovane regina alienò e donò loro alcuni territori del demanio reale. Giovanna nominò inoltre Roberto de' Cabanni conte di Eboli e gran siniscalco del regno di Napoli, e dette in sposa l'amica Sancia de' Cabanni al conte di Morcone. Papa Clemente VI rimproverò severamente la regina per questi doni e convintosi che Filippa fosse la responsabile dell'estraniamento tra Giovanna e il principe consorte Andrea d'Ungheria, nel 1345 le impedì di accedere a corte.
L'incredibile ascesa della famiglia Cabanni, fece scaturire numerosi pettegolezzi: nella prima versione del De casibus virorum illustrium ad esempio, Boccaccio avrebbe accusato Filippa di aver favorito le tresche della sovrana, «gettando Giovanna tra le braccia di Roberto». L'accusa non sarebbe riapparsa nelle edizioni successive, probabilmente perché non ritenuta plausibile dall'autore.

### Caduta
La notte del 18 e 19 settembre 1345, il giovane principe Andrea fu trucidato nel castello di Aversa. Se gli esecutori del delitto furono presi e giustiziati, molto si discusse all'epoca su chi fossero i mandanti dell'omicidio: Filippa e i suoi famigliari finirono tra i sospettati.
Per fare pressioni sulla regina Giovanna, Roberto di Taranto, Carlo di Durazzo e Ugone IV dal Balzo, sobillarono la folla napoletana contro la sovrana e i Cabanni. Il 6 marzo 1346, il siniscalco della casa reale Raimondo da Catania fu catturato da Fra Moriale e i suoi seguaci mentre stava sedando una sommossa nelle strade di Napoli, e gli venne tagliata la lingua. Torturato nel castello di Roberto di Taranto, Raimondo confessò i nomi dei presunti partecipanti alla cospirazione: tra cui Filippa, Roberto e Sancia de' Cabanni, oltre ad altri importanti nobili della cerchia di Giovanna.
Dopo varie sommosse popolari e l'assedio di Castel dell'Ovo, Giovanna fu costretta a consegnare i suoi favoriti affinché venissero processati. Torturati, tutti confessarono la partecipazione alla congiura. Ormai anziana, Filippa non resse alle torture subite e morì nelle carceri di Castel dell'Ovo tra il marzo 1346 e il 2 agosto 1346, giorno dell'esecuzione su pubblica piazza del figlio Roberto. La nipote Sancia fu giustiziata il 31 dicembre successivo.

## Discendenza
Non vi sono notizie di possibili figli di Filippa dal suo anonimo primo marito. Dal suo matrimonio con Raimondo, Filippa ebbe tre figli:
- Carlo (m. 1340)
- Pietro (m. 1336)
- Roberto (m. 2 agosto 1346)